# Lhotka (Žďár nad Sázavou)
Lhotka è un comune della Repubblica Ceca facente parte del distretto di Žďár nad Sázavou, nella regione della Vysočina.